# Jaime Duarte
Jaime Eduardo Duarte Huerta (ur. 27 lutego 1955 w Limie) – piłkarz peruwiański grający na pozycji obrońcy.

## Kariera klubowa
Karierę piłkarską Duarte rozpoczął w klubie Alianza Lima. W 1973 roku zadebiutował w jego barwach w peruwiańskiej Primera División i stał się jego podstawowym zawodnikiem. W 1975 roku osiągnął z Alianzą swój pierwszy sukces w karierze, gdy wywalczył mistrzostwo Peru. W 1977 i 1978 roku ponownie zostawał mistrzem kraju. W Alianzie grał do 1985 roku.
Na początku 1986 roku Duarte został piłkarzem innego peruwiańskiego klubu, Colégio San Agustín Lima. W pierwszym sezonie gry w tym klubie wywalczył jedyne w jego historii mistrzostwo Peru. W 1988 roku przeszedł do wenezuelskiego Deportivo Italia Caracas, a w 1989 roku wrócił do Peru i trafił do Sport Boys Callao. W 1989 roku wywalczył z nim awans z Segunda División do Primera División, a w 1990 roku zakończył karierę piłkarską

## Kariera reprezentacyjna
W reprezentacji Peru Duarte zadebiutował 1 lipca 1979 roku w wygranym 2:0 towarzyskim meczu z Ekwadorem. W 1978 roku był podstawowym zawodnikiem Peru na Mistrzostwach Świata w Argentynie. Wystąpił na nich w 6 spotkaniach: ze Szkocją (3:1), z Holandią (0:0), z Iranem (4:1), z Brazylią (0:3), z Polską (0:1) i z Argentyną (0:6). W 1982 roku został powołany przez selekcjonera Tima do kadry na Mistrzostwa Świata w Hiszpanii. Tam także był członkiem wyjściowej jedenastki i zagrał w 3 meczach: z Kamerunem (0:0), z Włochami (1:1) i z Polską (1:5). W swojej karierze zagrał także na Copa América 1979 i 1983. Od 1975 do 1985 roku rozegrał w kadrze narodowej 54 mecze i strzelił 1 gola.